# Manto mamerta
Manto mamerta är en fjärilsart som beskrevs av Otto Staudinger. Manto mamerta ingår i släktet Manto och familjen juvelvingar. Inga underarter finns listade i Catalogue of Life.